# Côme de Torres
Côme de Torres (ou Cosme de Torres), né en 1510 à Valence (Espagne) et décédé le 2 octobre 1570 à Shiki (Kumamoto), au Japon, est un prêtre jésuite espagnol, missionnaire en Extrême-Orient et successeur de saint François Xavier comme supérieur de la mission jésuite au Japon.

## Biographie

### Jeunesse et formation
Né vers 1510 à Valence, en Espagne, le jeune Côme y est ordonné prêtre en 1534. Il enseigne (1536) quelque temps la grammaire à Majorque, d’où il retourna à Valence pour étudier la théologie et le droit canon : il eut parmi ses professeurs le maître Celaya. Mais incapable de se fixer à un emploi et toujours en recherche le jeune homme s’embarque avec son frère Miguel pour le Mexique le 12 mars 1538. Quatre ans plus tard, le 1 novembre 1542, il part de Navidad, sur la côte occidentale du Mexique, en tant qu’aumônier de la marine de Ruy Lopez de Villalobos pour une exploration des terres du Pacifique.

### Entrée chez les Jésuites
Le 10 mars 1546, il arrive à Amboine (dans les Moluques), où il rencontre le missionnaire saint François Xavier. Cela change sa vie. Il continue vers Goa (1547) où il s’occupe d’une paroisse durant quelque temps. Cependant il fait les ‘Exercices spirituels’ (1548) au collège Saint-Paul, ce qui le décide à entrer dans la Compagnie de Jésus (en 1548), avec le soutien de saint François Xavier. La même année, il prépare au baptême le samouraï japonais Anjirō [Paulo de Santa Fe], alors à Goa, et deux de ses compagnons, premiers japonais à recevoir le baptême.

### Missionnaire au Japon
Avec ces premiers chrétiens japonais, François Xavier, Côme de Torres et le frère Juan Fernandez, quittent Goa pour le Japon le 15 avril 1549 : ils débarquent à Kagoshima le 15 août. Pour leur prédication ils s’aident d’un catéchisme préparé par François Xavier et traduit en japonais par Anjirō. Après un an dans cette ville, il se rend à Hirado en août 1550 et y reste pour guider la communauté chrétienne naissante.

### «Âge d’or» à Yamaguchi
En septembre 1551, il se rend à Yamaguchi (alors ville d’une grande importance politique) pour remplacer François-Xavier. Il y reste jusqu’en 1556. Torres a appelé ces années passées à Yamaguchi comme étant son «âge d’or». La curiosité intellectuelle et l’intérêt pour les questions religieuses qu’il y découvre l’impressionnent au point qu’il écrit à ses confrères en Europe : « Ceux [jésuites] qui viennent dans ces régions doivent être très instruits afin de répondre aux questions très profondes et difficiles qu’ils [les citoyens] posent du matin au soir. Ils sont très insistants dans leurs questions. Depuis le jour où père maitre Xavier est entré dans cette ville  - il y a  maintenant cinq mois ou plus -, il n’y a jamais eu un jour où il n’y avait pas de prêtres et de laïcs ici du matin jusqu’à tard dans la nuit afin de poser toutes sortes de questions ». Il participe à des débats avec les moines bouddhistes. Les conversions sont nombreuses et Torres baptise 2 000 nouveaux chrétiens. La persévérance dans la foi des néophytes, malgré les épreuves l’impressionne. Cependant son succès engendre de l’hostilité parmi les moines bouddhistes.
Expulsé de là durant la révolte qui fit tomber Ouchi Yoshinaga, il se réfugié à Funai (aujourd’hui Ōita) (1556-1562), d’où il dirige la jeune Église japonaise. Sa santé laisse à désirer mais il y forme les missionnaires nouvellement arrivés et reçut dans la Compagnie de Jésus son premier membre japonais, Rysai Lorenzo (1525-1592), et le docteur Luis de Almeida.
En 1562, Tores se rend à Yokoseura, où il reçoit du daimyo Ōmura Sumitada, la libre utilisation du port et une partie du village. En juin 1563, Ōmura Sumitada reçoit le baptême des mains de Torres sous le nom de Barthélemy : il est ainsi le premier daimyo chrétien. En novembre de la même année, lorsque Yokoseura (en) fut détruite lors d’une révolte, le père de Torres passe à Takase, aujourd’hui Tamana (Kumamoto), et de là à Kuchinotsu (Nagasaki), en mai 1564.

### Supérieur de la mission
Après le départ de François Xavier le père de Torres est supérieur de la mission japonaise. Si Xavier est le pionnier c’est Torres qui établit et consolide les communautés chrétiennes, embryon de l’Église du Japon. Au cours de ces années, il obtient la collaboration du médecin et futur frère jésuite Paul Yoho le fondateur de la littérature chrétienne japonaise.
Depuis Kuchinotsu aussi, après un entretien avec Ōmura Sumitada, il commence l’évangélisation d’un village appelé Nagasaki (fin 1567). En janvier 1568, il passa à Shiki, puis à la ville d’Ōmura, où il construit une église. Il resta là jusqu’au printemps 1570, et à cette époque, il planifia avec le même daimyo la fondation du port et de la ville de Nagasaki. Malade et affaibli, il se retire en avril 1570 à l’église de Tous-les-Saints de Nagasaki, d’où il se rend à Shiki, en juillet, pour remettre le commandement au nouveau supérieur jésuite, François Cabral. À Shiki, une station missionnaire sur les îles Amakusa, il participe à la rencontre consultative de tous les missionnaires.
Le père Côme de Torres y meurt peu après, le 2 octobre 1570. À sa mort l’Église du Japon comptait quelque trente mille chrétiens. Alessandro Valignano estimait que son supériorat de vingt ans terminait la première étape de la fondation de l’Église japonaise.